# Papillaria helictophylla
Papillaria helictophylla là một loài Rêu trong họ Meteoriaceae. Loài này được (Mont.) Broth. miêu tả khoa học đầu tiên năm 1906.